# Xerraire de collar petit
El xerraire de collar petit (Garrulax monileger) és un ocell de la família dels leiotríquids (Leiothrichidae).

## Hàbitat i distribució
Viu entre la malesa del bosc, vegetació secundària, a les muntanyes de l'est de l'Índia des de l'oest del Nepal cap a l'est fins Arunachal Pradesh, cap al sud, al sud-est de Bangladesh, Manipur i Nagaland, i sud-est de la Xina al sud de Yunnan, Kwangsi, Hunan, Kwantung, Fukien i Hainan, cap al sud, a través del Sud-est Asiàtic a excepció de Tailàndia i Malaca